# Liste der niederländischen Meister im Mountainbike
Die Liste der niederländischen Meister im Mountainbike führt die Sieger der Wettkämpfe um die niederländischen Meisterschaften im Mountainbike auf. Diese werden seit 1988 durchgeführt.

## Siegerliste Männer

### Cross Country
| Jahr | Sieger                  | Zweiter            | Dritter                 |
| 2021 | Milan Vader             | David Nordemann    | Bas Peters              |
| 2020 | Milan Vader             | Jeroen van Eck     | Erik Groen              |
| 2019 | Milan Vader             | David Nordemann    | Hans Becking            |
| 2018 | Mathieu van der Poel    | Hans Becking       | Michiel van der Heijden |
| 2017 | Michiel van der Heijden | Hans Becking       | Milan Vader             |
| 2016 | Hans Becking            | Rudi van Houts     | Michiel van der Heijden |
| 2015 | Michiel van der Heijden | Hans Becking       | Rudi van Houts          |
| 2014 | Michiel van der Heijden | Niels Wubben       | Hans Becking            |
| 2013 | Michiel van der Heijden | Rudi van Houts     | Thijs Al                |
| 2012 | Hans Becking            | Frank Schotman     | Bas Peters              |
| 2011 | Rudi van Houts          | Hans Becking       | Henk Jaap Moorlag       |
| 2010 | Rudi van Houts          | Bas Peters         | Frank Schotman          |
| 2009 | Thijs Al                | Gerben de Knegt    | Jelmer Pietersma        |
| 2008 | Thijs Al                | Rudi van Houts     | Bas Peters              |
| 2007 | Bart Brentjens          | Rudi van Houts     | Bas Peters              |
| 2006 | Bart Brentjens          | Rudi van Houts     | Thijs Al                |
| 2005 | Bart Brentjens          | Bas Peters         | Erwin Bakker            |
| 2004 | Bart Brentjens          | Maarten Tjallingii | Erwin Bakker            |
| 2003 | Bart Brentjens          | Thijs Al           | Bas Peters              |
| 2002 | Bart Brentjens          | Gerben de Knegt    | Bas van Dooren          |
| 2001 | Bart Brentjens          | Bas van Dooren     | Bas Peters              |
| 2000 | Bart Brentjens          | Bas van Dooren     | Gerben de Knegt         |
| 1999 | Bas van Dooren          | Bart Brentjens     | Patrick Tolhoek         |
| 1998 | Patrick Tolhoek         | Bas van Dooren     | Erik Boezewinkel        |
| 1997 | Richard Groenendaal     | Bart Brentjens     | Bas van Dooren          |
| 1996 | Bart Brentjens          | Patrick Tolhoek    | Richard Groenendaal     |
| 1995 | Bart Brentjens          | Marcel Gerritsen   | Richard Groenendaal     |
| 1994 | Marcel Arntz            | Bart Brentjens     |                         |
| 1993 | Marcel Arntz            | Hans Steekers      |                         |
| 1992 | Marcel Arntz            |                    | Bart Brentjens          |
| 1991 | Frank van Bakel         |                    |                         |
| 1990 | Wim de Vos              |                    |                         |
| 1989 | Henk Baars              |                    |                         |
| 1988 | Jim van Overbeek        |                    |                         |

## Frauen

### Cross Country
| Jahr | Siegerin                | Zweite                  | Dritte                        |
| 2021 | Anne Tauber             | Sophie von Berswordt    | Lotte Koopmans                |
| 2020 | Anne Terpstra           | Anne Tauber             | Lotte Koopmans                |
| 2019 | Anne Terpstra           | Annemarie Worst         | Sophie von Berswordt-Wallrabe |
| 2018 | Anne Terpstra           | Anna van der Breggen    | Annemarie Worst               |
| 2017 | Anne Tauber             | Anne Terpstra           | Annemarie Worst               |
| 2016 | Anne Terpstra           | Annemarie Worst         | Anne Tauber                   |
| 2015 | Anne Terpstra           | Laura Turpijn           | Britt van den Boogert         |
| 2014 | Anne Terpstra           | Annemarie Worst         | Laura Turpijn                 |
| 2013 | Anne Terpstra           | Annefleur Kalvenhaar    | Mirre Stallen                 |
| 2012 | Laura Turpijn           | Rozanne Slik            | Anne Terpstra                 |
| 2011 | Laura Turpijn           | Sanne van Paassen       | Anne Terpstra                 |
| 2010 | Laura Turpijn           | Ariëlle Boek            | Anne Terpstra                 |
| 2009 | Laura Turpijn           | Reza Hormes-Ravenstijn  | Monique Zeldenrust            |
| 2008 | Elsbeth van Rooy-Vink   | Laura Turpijn           | Ariëlle van Meurs             |
| 2007 | Laura Turpijn           | Bernadine Boog-Rauwerda | Elsbeth van Rooy-Vink         |
| 2006 | Elsbeth van Rooy-Vink   | Laura Turpijn           | Bernadine Boog-Rauwerda       |
| 2005 | Bernadine Boog-Rauwerda | Elsbeth van Rooy-Vink   | Ariëlle van Meurs             |
| 2004 | Elsbeth van Rooy-Vink   | Corine Dorland          | Bernadine Boog-Rauwerda       |
| 2003 | Elsbeth van Rooy-Vink   | Saskia Elemans          | Laura Turpijn                 |
| 2002 | Daphny van den Brand    | Corine Dorland          | Bernadine Boog-Rauwerda       |
| 2001 | Corine Dorland          | Elsbeth van Rooy-Vink   | Daphny van den Brand          |
| 2000 | Corine Dorland          | Daphny van den Brand    | Tessa Sollaart                |
| 1999 | Corine Dorland          | Loes van Wersch         | Yvonne Brunen                 |
| 1998 | Elsbeth van Rooy-Vink   | Vanessa van Dijk        | Corine Dorland                |
| 1997 | Yvonne Brunen           | Corine Dorland          | Elsbeth van Rooy-Vink         |
| 1996 | Loes van Wersch         | Sandra Coppoolse        | Inge Velthuis                 |
| 1995 | Loes van Wersch         | Vanessa van Dijk        | Reza Hormes-Ravenstijn        |